# هری تیکت
هری تیکت (به انگلیسی: Harry Thickett) بازیکن فوتبال زادهٔ ۱۸۷۲ اهل کشور انگلستان که سابقهٔ بازی در تیم ملی فوتبال انگلستان را در کارنامهٔ خود دارد. وی در تاریخ ۲۰ مارس ۱۸۹۹ نخستین بازی ملی خود را در مقابل تیم ملی فوتبال ولز انجام داد و با حضور در ۲ بازی ملی، در تاریخ ۸ آوریل ۱۸۹۹ واپسین بازی ملی‌اش را در برابر تیم ملی فوتبال اسکاتلند برگزار کرد.